# Saint-Maurice-d’Ibie
Saint-Maurice-d’Ibie – miejscowość i gmina we Francji, w regionie Owernia-Rodan-Alpy, w departamencie Ardèche.
Według danych na rok 1990 gminę zamieszkiwały 163 osoby, a gęstość zaludnienia wynosiła 7 osób/km² (wśród 2880 gmin regionu Rodan-Alpy Saint-Maurice-d’Ibie plasuje się na 1459. miejscu pod względem liczby ludności, natomiast pod względem powierzchni na miejscu 384.).

## Populacja

Populacja Saint-Maurice-d’Ibie w latach 1962-2008